# The Seekers
The Seekers — поп/фолк-группа, создана в Мельбурне в 1962 г., ставшая первой австралийской группой, вошедшей в чарты Англии и США. С 1965—1967 г. 8 синглов группы входили в UK Top 30, два из них — «I’ll Never Find Another You» и «The Carnival Is Over» — достигали 1-го места в 1965 г. С 1965-1966 г., согласно Allmusic, по популярности группа соперничала с The Beatles и The Rolling Stones. Композиция Вудли и Ньютона «I Am Australian», записанная при участии Раселла Хичкока и Мандавью Юнупингу, стала неофициальным гимном Австралии.
В 1967 году группа получила почётное звание «Австралиец года», став единственным исключением в этом плане, так как данная премия присуждается только конкретным людям.

## Дискография

### Альбомы
- The Four & Only Seekers (1964)
- A World of Our Own (1965)
- The New Seekers (1965)
- Come the Day (1966)
- Georgy Girl (1967)
- Live at the Talk of the Town (1968)
- Future Road (1997)

### Синглы (избранное)
- «I’ll Never Find Another You» (# 1, 1965)
- «A World Of Our Own» (# 3, 1965)
- «The Carnival Is Over» (# 1, 1965)
- «Someday One Day» (# 11, 1966)
- «Walk With Me» (# 10, 1966)
- «Morningtown Ride» (# 2, 1966)
- «Georgy Girl» (# 3, 1967)
- «When Will The Good Apples Fall2» (# 11, 1967)